# Патец
Патец (мкд. Патец) је насеље у Северној Македонији, у западном делу државе. Патец припада општини Кичево.

## Географија
Насеље Патец је смештено у средишњем делу Северне Македоније. Од најближег већег града, Кичева, насеље је удаљено 25 km источно.
Патец се налази у малој области Рабетинкоље, која обухвата неколико села у средишњем сливу реке Треске. Село је положено на јужним падинама планине Коњаник, која се јужније спушта у плодну долину Треске. Надморска висина насеља је приближно 990 метара.
Клима у насељу је планинска због знатне надморске висине.

## Становништво
Патец је према последњем попису из 2002. године имао 8 становника.
Већинско становништво су етнички Македонци (100%).
Претежна вероисповест месног становништва је православље.